# Gymnopilus cyanopalmicola
Gymnopilus cyanopalmicola là một loài nấm thuộc họ Cortinariaceae.